# 1053
 Năm 1053 là một năm trong lịch Julius. 